# Geoffrey Ingram Taylor
Sir Geoffrey Ingram Taylor  (St. John’s Wood, Londen, 7 maart 1886 – Cambridge, 27 juni 1975) was een natuurkundige, wiskundige en expert op vloeistofdynamica en golftheorie. Men beschouwt hem als 'een van de grootste natuurkundigen van de 20e eeuw'.
Zijn vader was een kunstenaar, en zijn moeder, Margaretha Boole, kwam uit een familie van wiskundigen. Taylor volgde hun voetsporen door wiskunde te studeren aan het Trinity College, Cambridge. Als kind was hij gefascineerd door de wetenschap na het bijwonen van de Royal Institution Christmas-lezingen en voerde experimenten uit met behulp van verfrollen. 
In 1910 werd hij verkozen voor een Fellowship aan het Trinity College, en het volgende jaar werd hij benoemd bij een meteorologisch instituut. Zijn werk over de turbulentie in de atmosfeer werd aanleiding tot de publicatie van Turbulente beweging in vloeistoffen en  leverde hem de Adams Prize op in 1915.
In 1913 diende Taylor als meteoroloog aan boord van het vaartuig Scotia. Bij het uitbreken van de Eerste Wereldoorlog ging hij naar de Royal Air Force-fabriek in Farnborough om zijn kennis van toepassing te brengen op het ontwerpen van vliegtuigen. Niet tevreden om gewoon achterover te leunen leerde hij ook om vliegtuigen te besturen en parachutesprongen te maken. 
Na de oorlog ging Taylor terug naar het Trinity College en werkte aan een onderzoek van turbulente stromingen in de oceanen. In 1923 werd hij benoemd bij de Royal Society als hoogleraar met de titel Yarrow Research Professor. Het was in deze periode dat hij zijn meest uitgebreide werk deed aan de mechanica van vloeistoffen en vaste stoffen waaronder een onderzoek naar de vervorming van kristallijne materialen die volgden uit zijn werk in de oorlog in Farnborough.
Tijdens de Tweede Wereldoorlog werkte Taylor aan toepassingen van zijn militaire expertise over de problemen bij voortplanting van geluidsgolven ten gevolge van ontploffingen.
Taylor zette zijn onderzoek na het einde van de oorlog voort bij het Aeronautical Research Committee en werkte aan de ontwikkeling van supersonische vliegtuigen.  
Hoewel hij officieel met pensioen ging in 1952 bleef hij zijn onderzoeken in de volgende twintig jaar voortzetten. Zijn laatste onderzoeksresultaten werden gepubliceerd in 1969, toen hij 83 jaar werd. In hetzelfde jaar kreeg Taylor een Orde van Verdienste.  Hij kreeg een beroerte in 1972 die een einde maakte aan zijn werk en hij overleed in Cambridge in 1975.